# 葛量洪號滅火輪展覽館
22°17′21″N 114°13′09″E / 22.28925°N 114.21920°E
葛量洪號滅火輪展覽館是香港一所消防海務展覽館，位於香港島東區鰂魚涌公園。

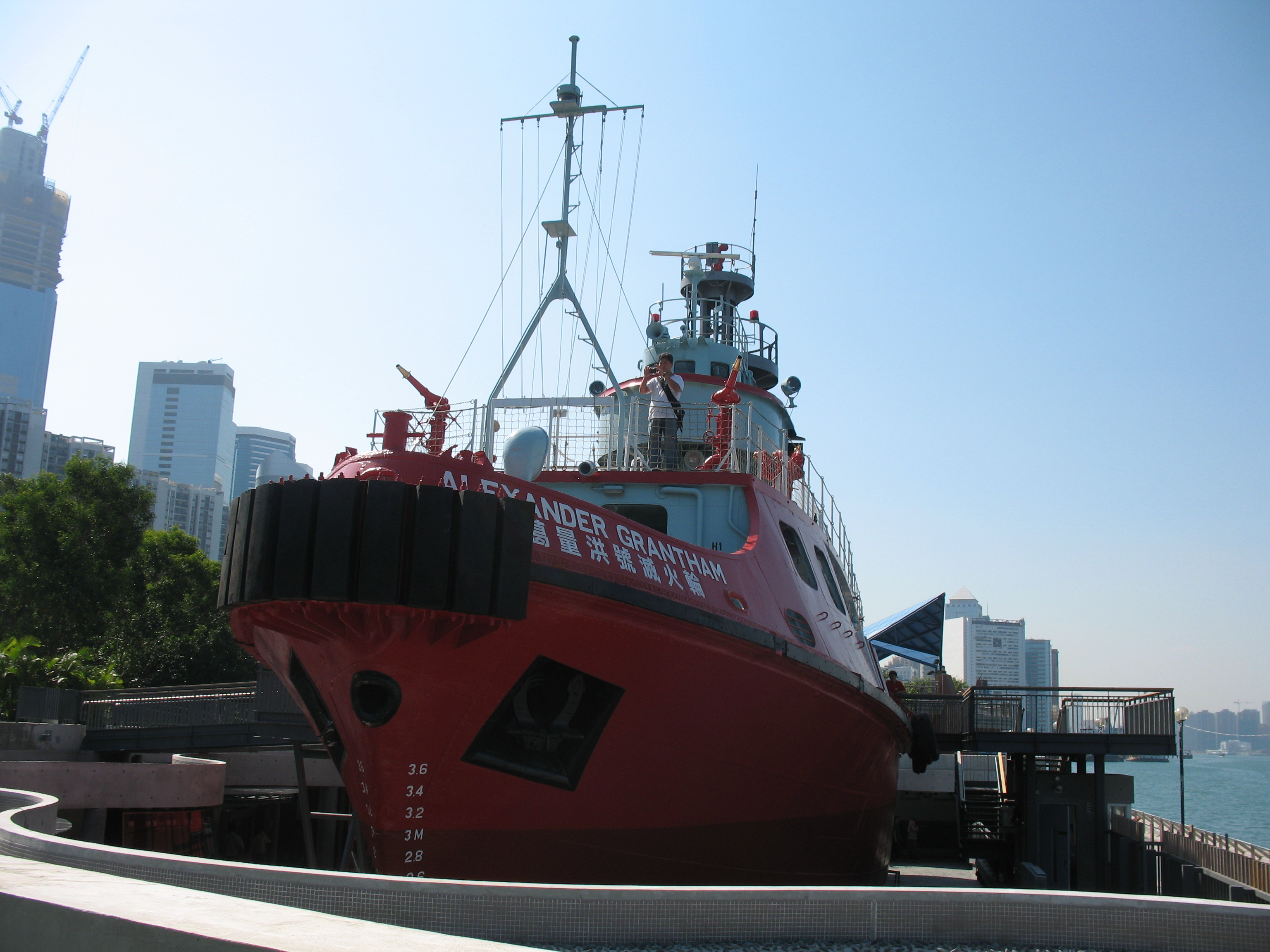
葛量洪號滅火輪展覽館

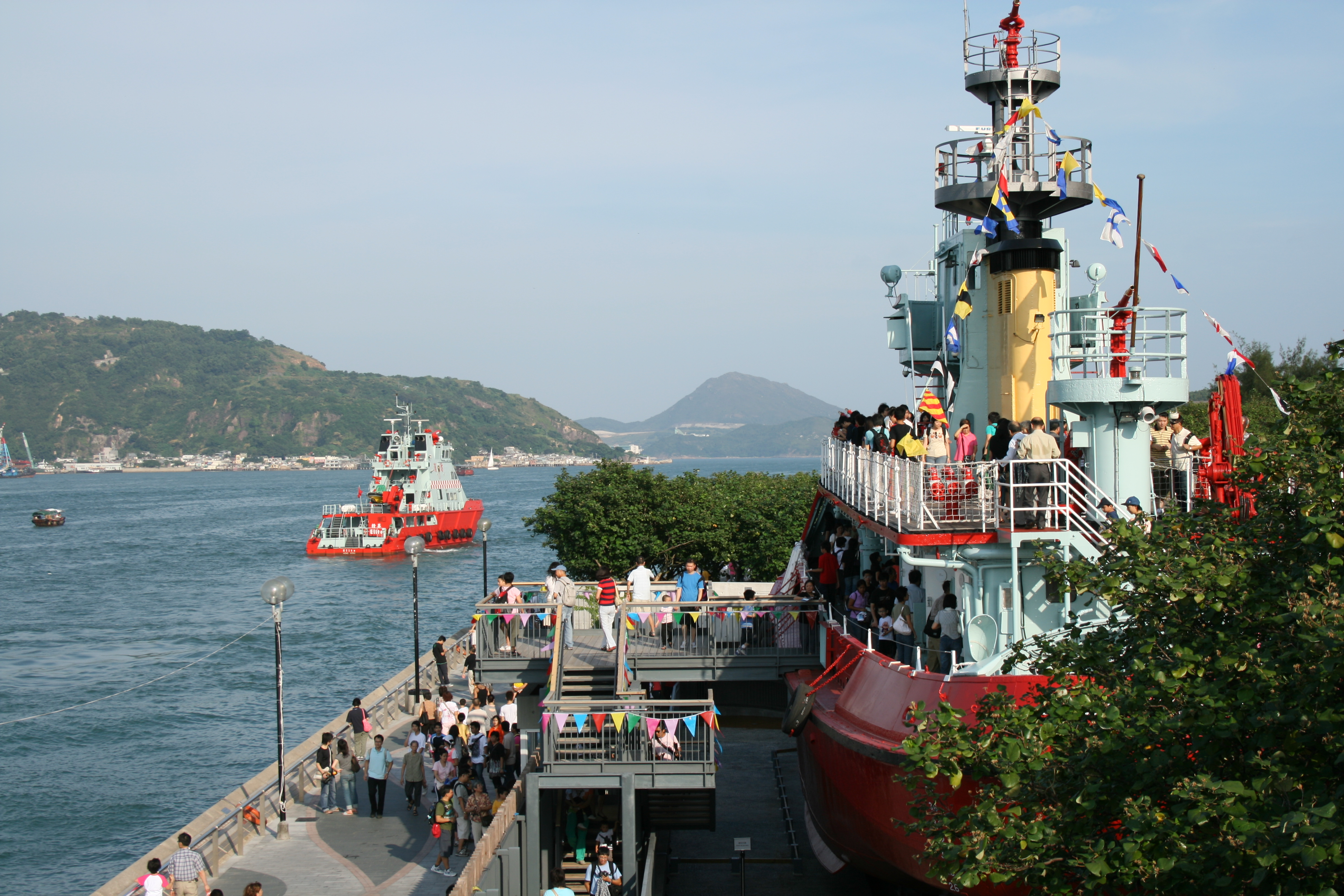
葛量洪號滅火輪展覽館及新一代的滅火輪－精英號（左）

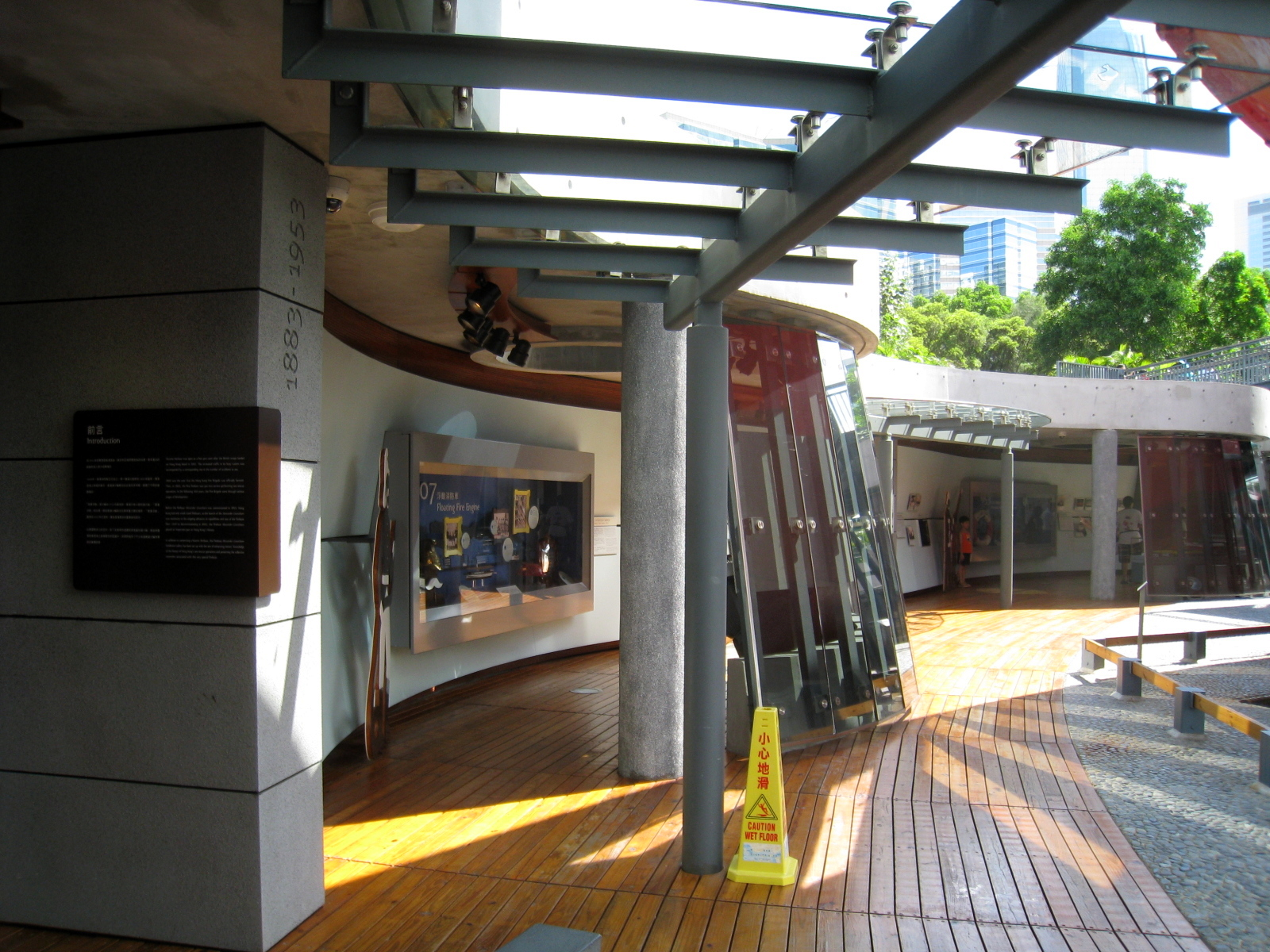
展覽館

展覽館實物展示1953年於香港製造、於2002年退役的滅火輪葛量洪號，於2007年9月29日正式開放。葛量洪號滅火輪為香港第一艘由康樂及文化事務署所管理的船隻文物，亦為香港博物館收藏體積最大的展品。

## 船隻資料
葛量洪號曾是消防處的主力滅火輪，1953年6月30日在黃埔船塢出廠，耗資400萬港元製造，以當時的香港總督葛量洪爵士命名。2002年退役前一直為亞洲最大的滅火輪。
葛量洪號船身長38.9米，闊8.8米，高15米，排水量503噸，船速可達每小時12.5海里。船上設有多條用於救火的中攻喉筆、消防泵、水炮和打撈設備，能應付大型遠洋輪船的高層結構火警，並可作為大型海上事故的指揮船。
鑑於葛量洪號具歷史意義，香港歷史博物館把它列為藏品，並且建設葛量洪號滅火輪展覽館，妥善裝置此滅火輪，開放予公眾參觀。此外，展覽館還展出獨特的消防文物，並且輔以多媒體介紹，增進公眾對香港海上救援工作的認識。

## 主要貢獻
- 1960年代香港制水期間負責運送淡水供市民取用
- 撲救1971年10月30日發生的珍寶海鮮舫大火
- 撲救1972年1月9日發生的伊利莎白皇后號（海上學府）大火
- 撲救1973年3月30日發生的東閘號油輪大火[4]
- 撲救1986年12月26日發生的香港仔避風塘大火[5]
- 救援1988年8月31日中國民航301號班機墮海空難
- 撲救1993年8月25日發生的賭船新東方公主號大火

## 退役後安排
葛量洪號於2002年5月退役，由精英號接任消防處旗艦滅火輪，並臨時停泊於青衣的香港船塢。由於葛量洪號深具歷史價值及意義，消防處早於2002年年初已向有興趣的部門或團體聯絡，當局最初屬意將葛量洪號放置在馬灣主題公園作為特色景點，後來由於發展商不願意承擔維修開支以至未能達成協議，有關建議因而遭到否決。
其後，消防處與康樂及文化事務署達成協議，把葛量洪號列為香港歷史博物館藏品，並計劃開放給市民參觀。最初計劃放置於香港海防博物館的布倫南魚雷發射站外的堤岸，後來改為安置於鰂魚涌公園中央廣場。為了更有系統搜集展覽素材，康文署委聘嶺南大學就海上救援及滅火輪隊的歷史，進行為期一年的資料搜集及研究計劃。此外，土木工程拓展署亦以三維立體方式將葛量洪號進行電子存檔。
2003年5月1日至12月31日，由康樂及文化事務署及香港消防處聯合主辦的葛量洪號滅火輪文物展，在香港海防博物館舉行，展出葛量洪號的珍貴文物及介紹展覽館工程。
整個計劃耗資3560萬港元，展覽館的建築工程於2002年10月展開，而葛量洪號的修復處理則於2005年6月至2006年2月期間進行。2006年3月10日，葛量洪號由廣州打撈局旗艦吊船南天龍號拖至工地，並吊運及安裝在支架上。當局考慮到傳統忌諱，船頭方向由原計劃的西面改為東面。

## 展館設計

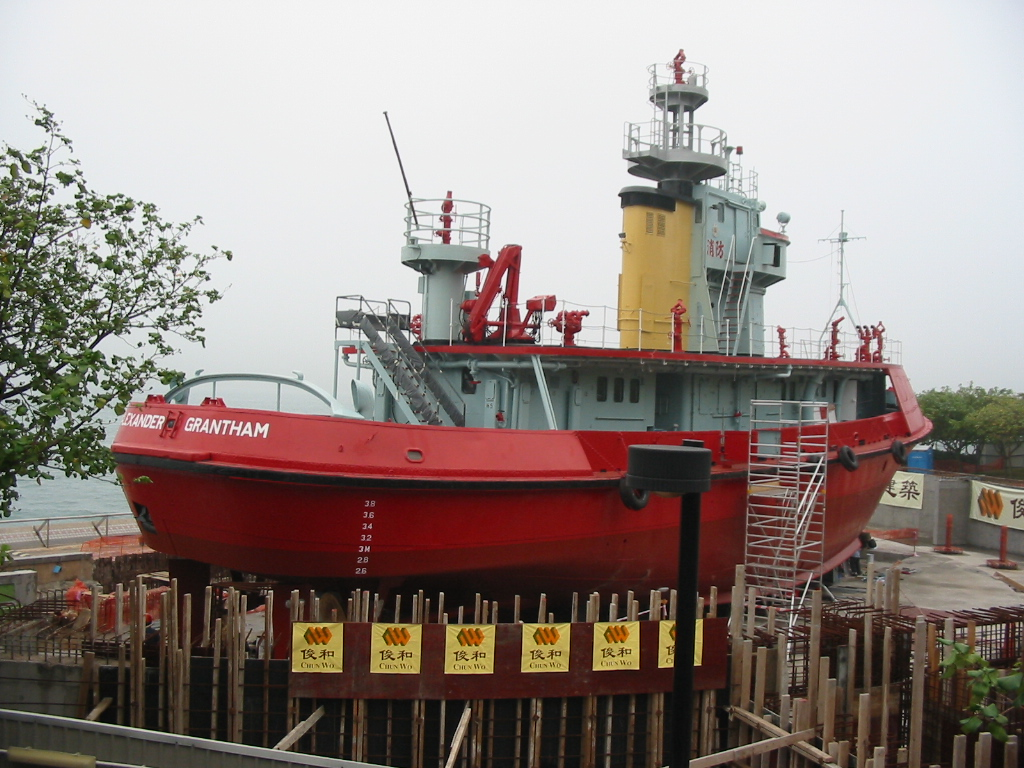
修復中的葛量洪號

原來的中央廣場被改建為一個半圓形的水池，作為放置葛量洪號的場所，而船身則隱於水平線下。半開放式的展覽廳環繞水池興建，展出以海上救援及滅火輪服務的歷史為主題的專題展覽，而葛量洪號上則有專題展覽介紹當時船上服役的消防員工作及生活情況。展覽館與葛量洪號之間由一條活動式吊橋連接，參觀者可登船參觀。

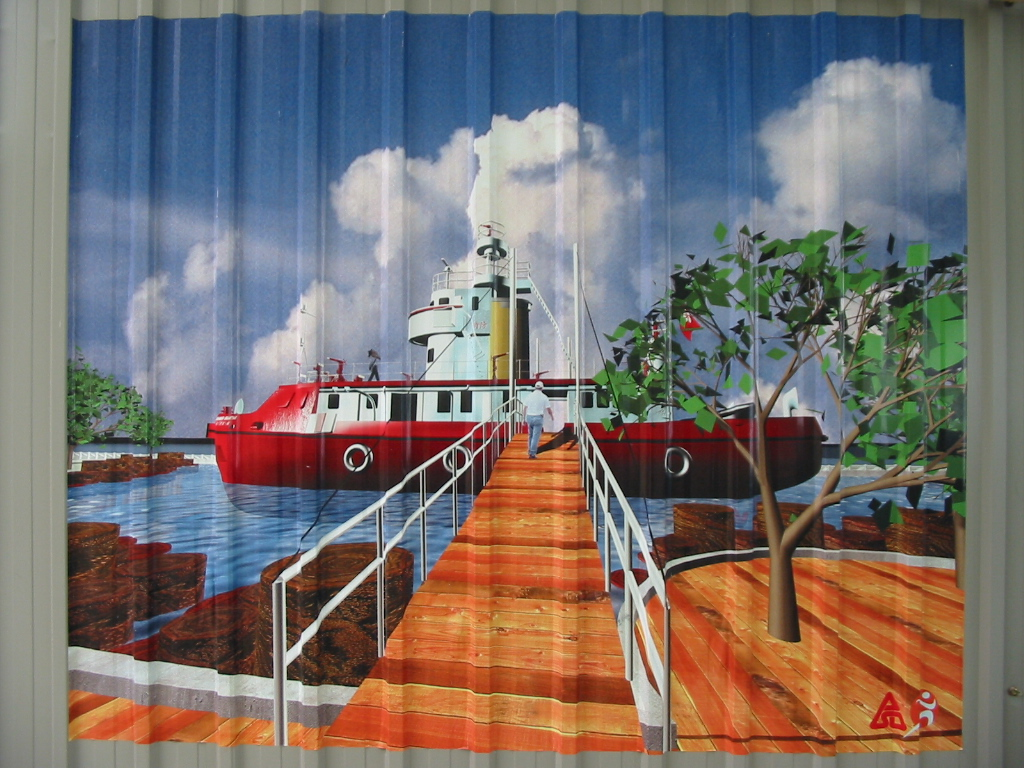
構想圖1
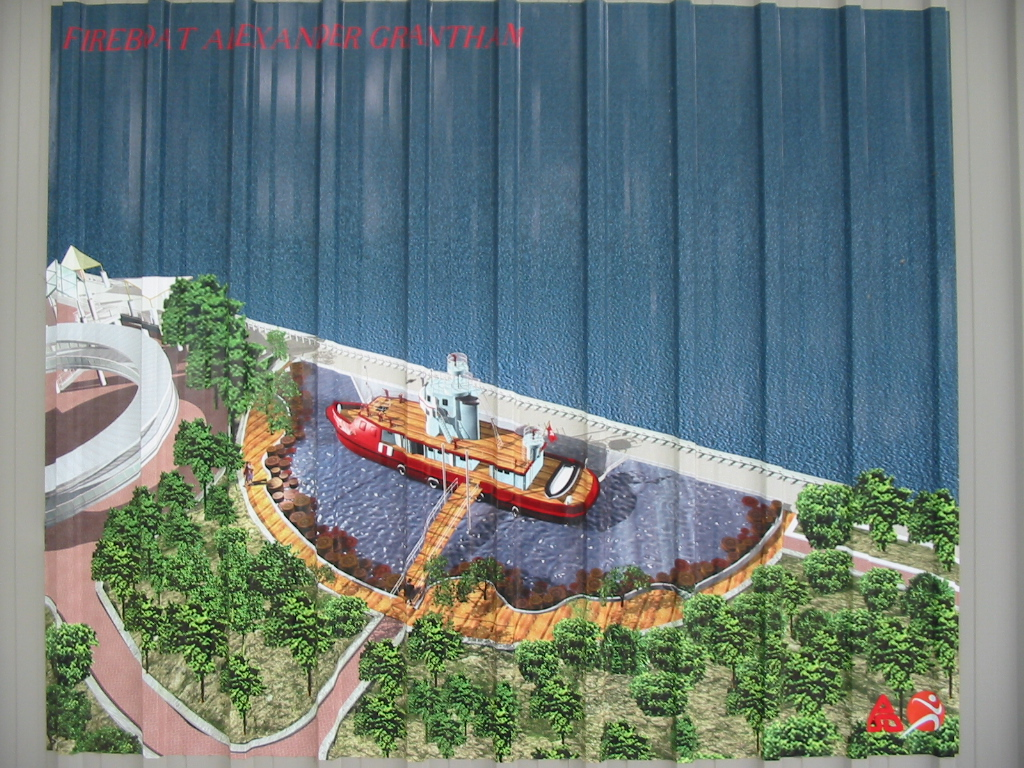
構想圖2
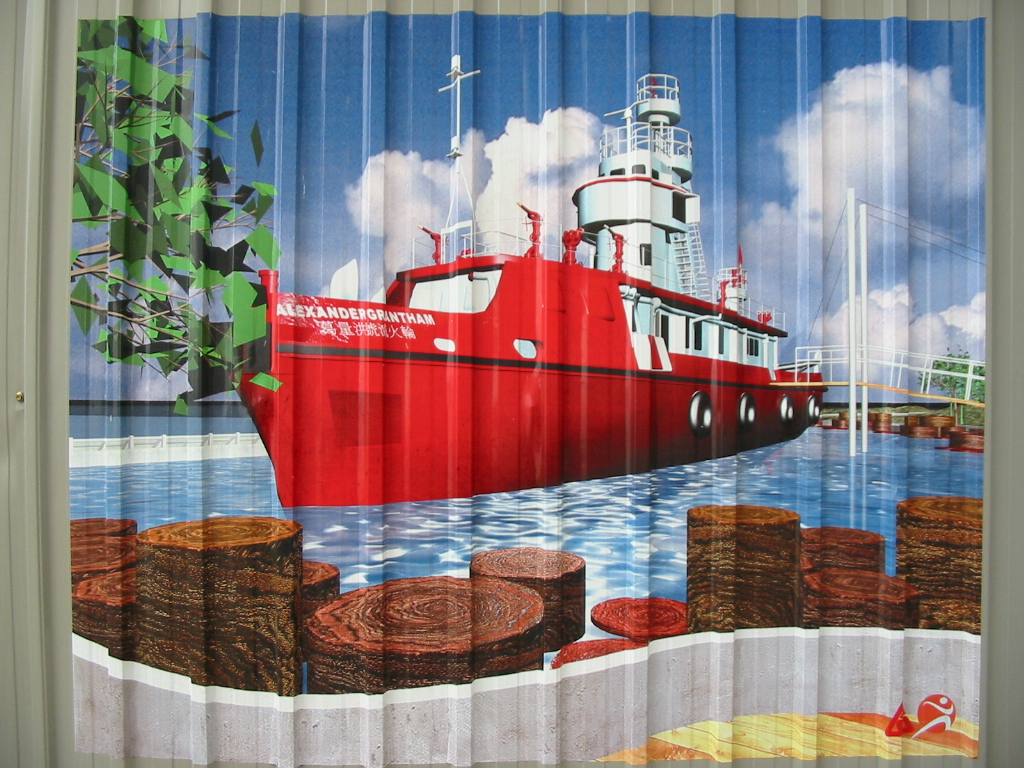
構想圖3
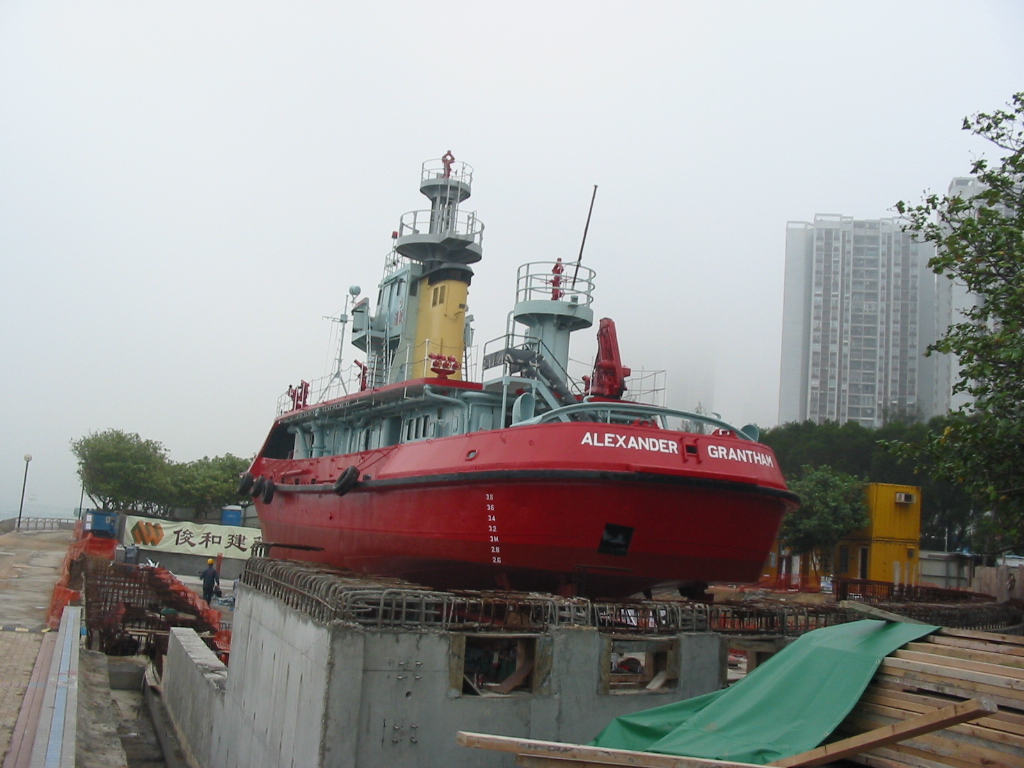
在工地的狀況
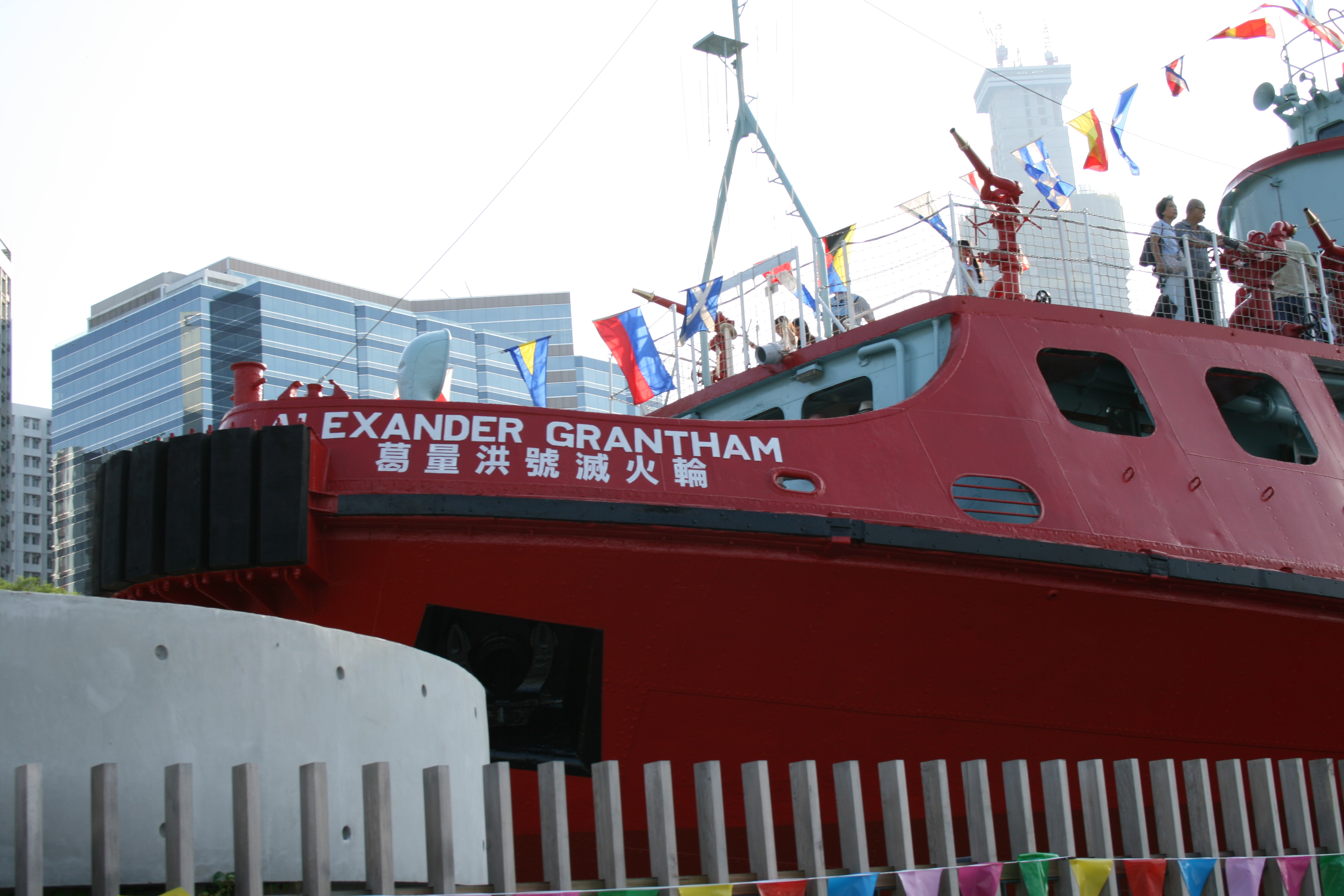
葛量洪號滅火輪的船頭位置
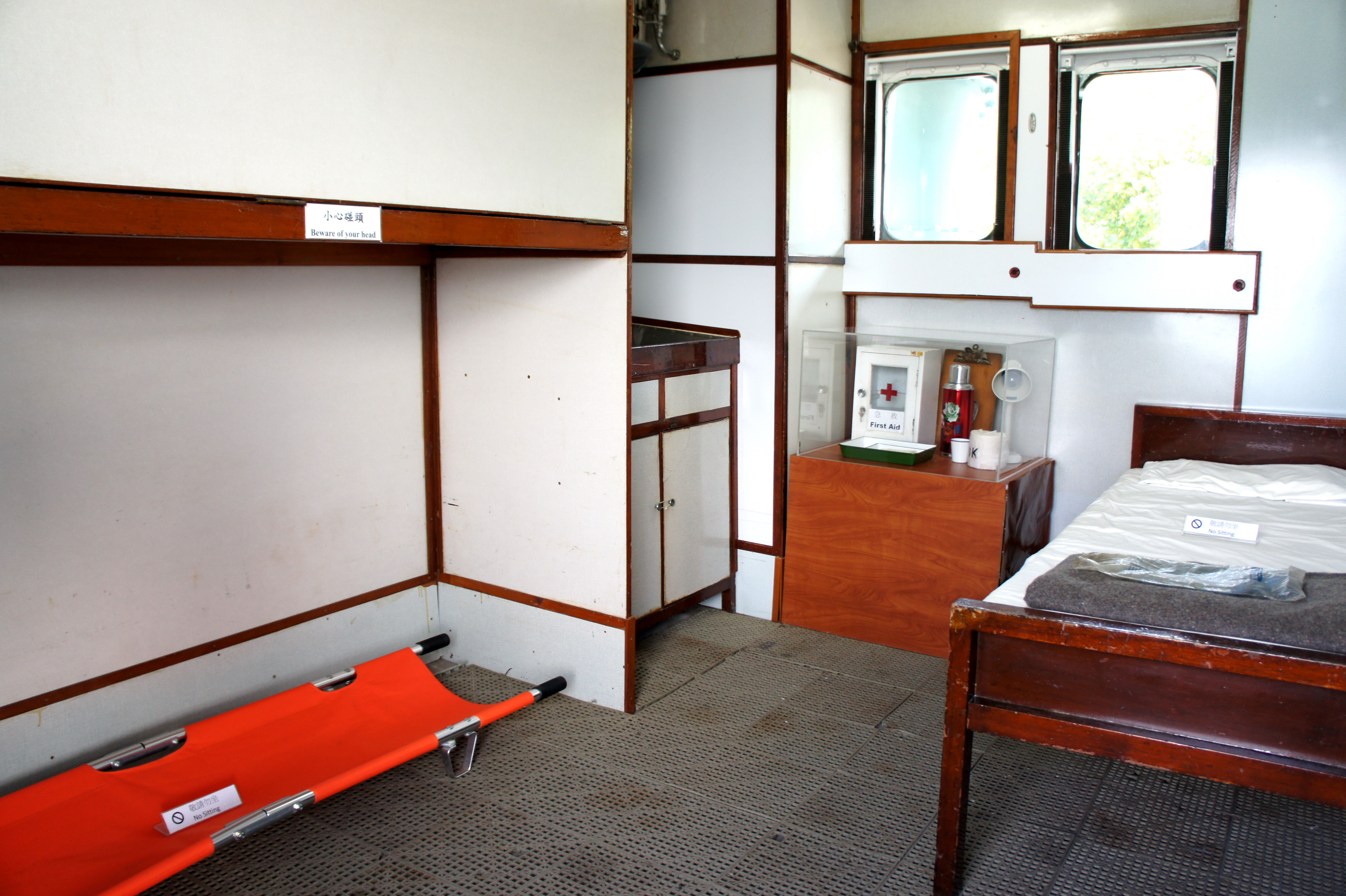
葛量洪號滅火輪上的救護室
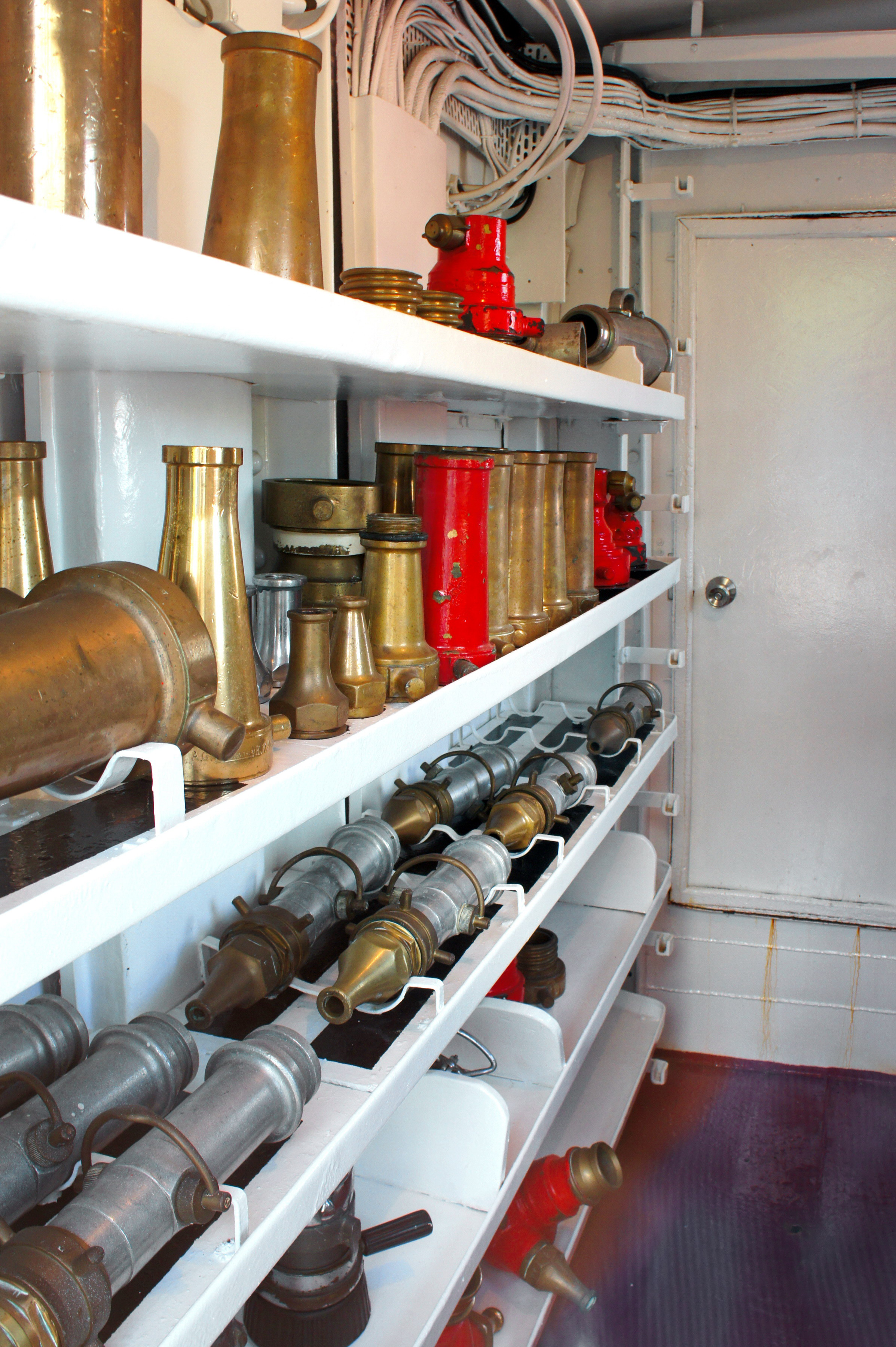
葛量洪號滅火輪上的工具房，儲存各樣的喉筆
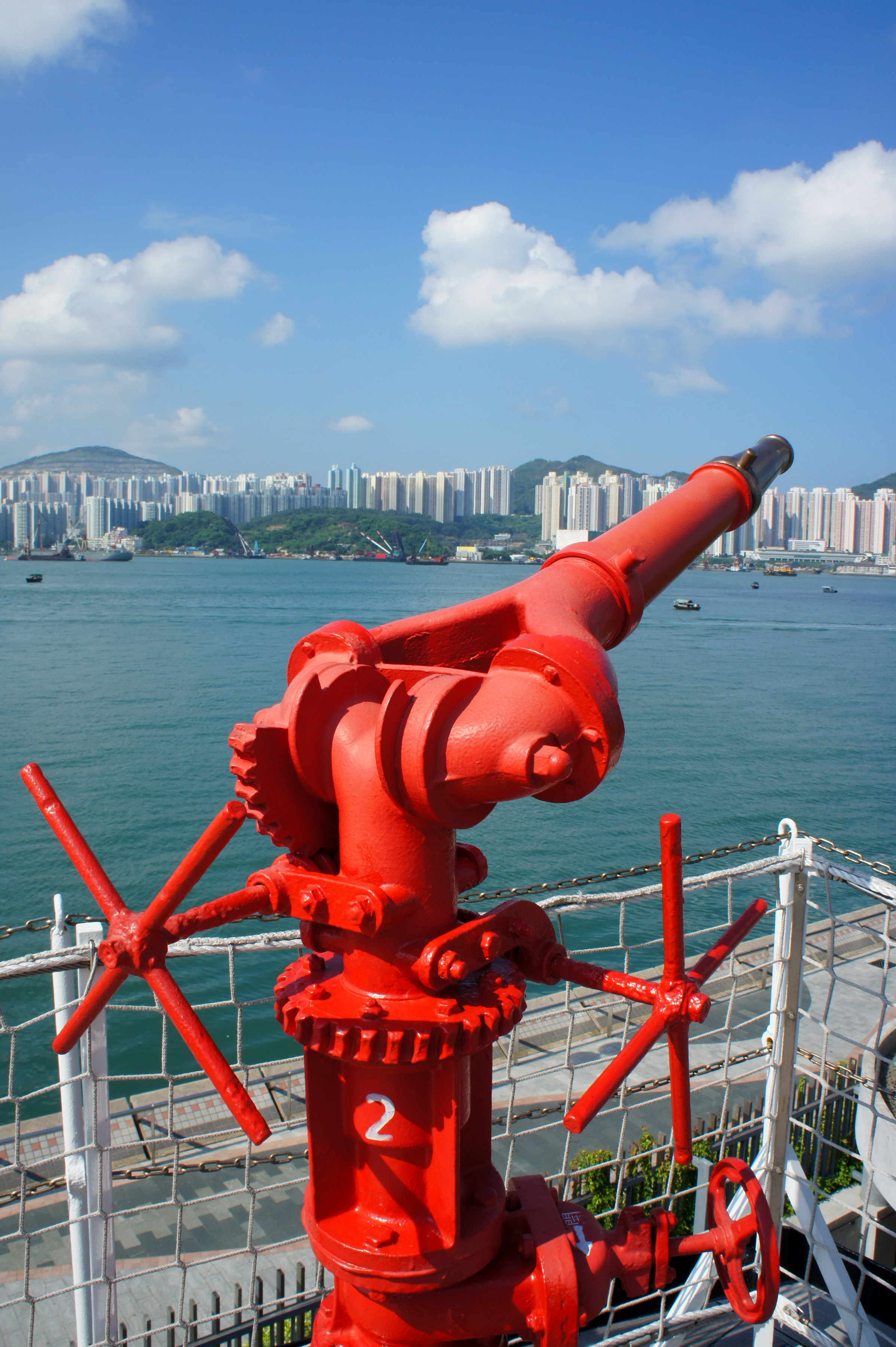
葛量洪號滅火輪上的2號水炮
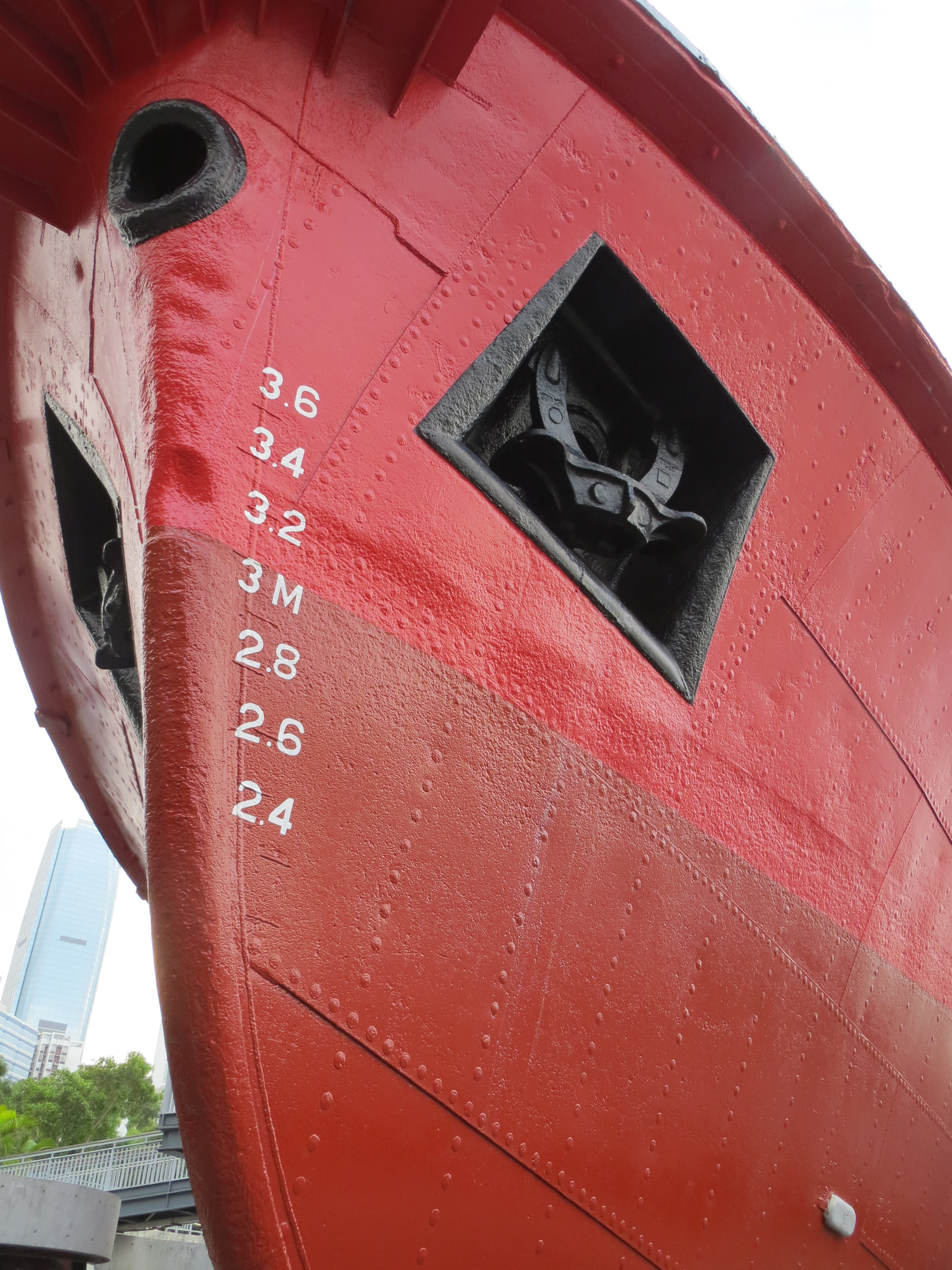
葛量洪號滅火輪船艏左舷表達吃水深度的水呎
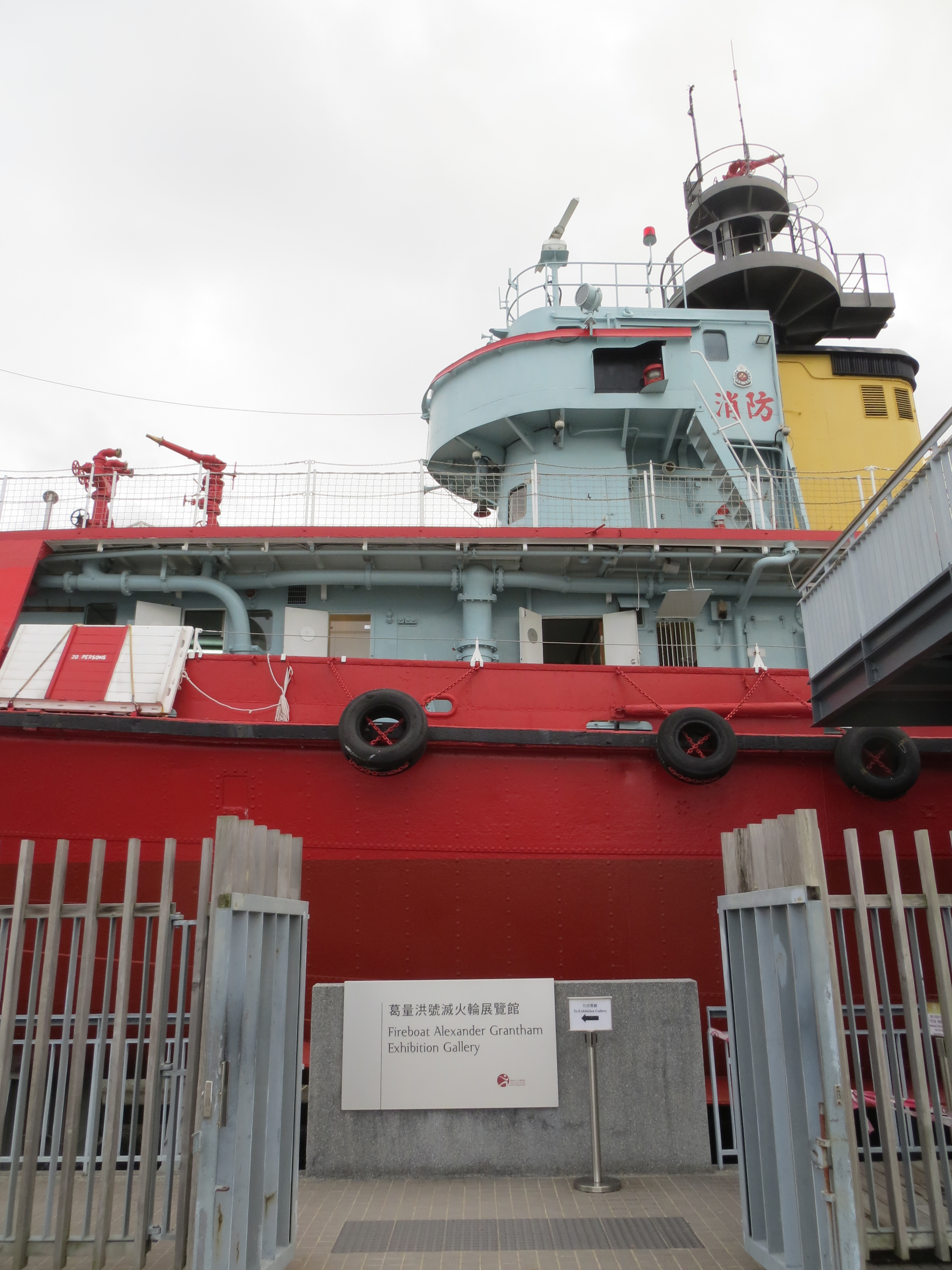
葛量洪號滅火輪展覽館的正門

## 參觀訊息

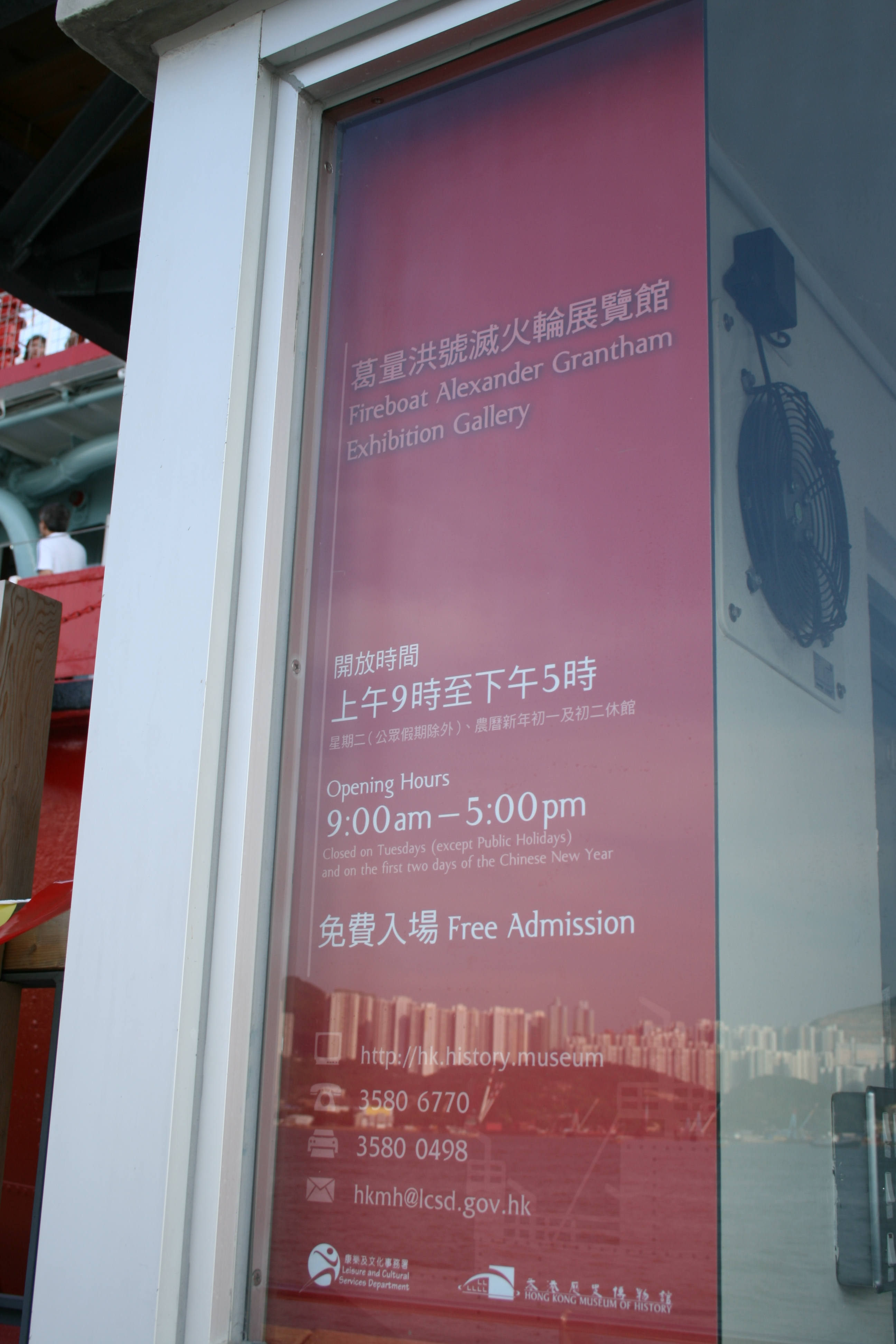
葛量洪號滅火輪展覽館開放時間

- 開放時間：
  - 星期一及星期三至日：上午9時至下午5時
  - 逢星期二休館（公眾假期除外）
  - 農曆新年初一至初二休館
- 免費入場

## 相關參見
- 精英號
- 慕蓮夫人號

## 外部連結
- 葛量洪號滅火輪展覽館 （页面存档备份，存于）